# Gaetano Zumbo
Gaetano Giulio Zumbo est un sculpteur italien, né en 1656 à Syracuse (Sicile) et mort le 22 décembre 1701 à Paris (France) connu pour ses figures anatomiques céroplastiques.

## Biographie

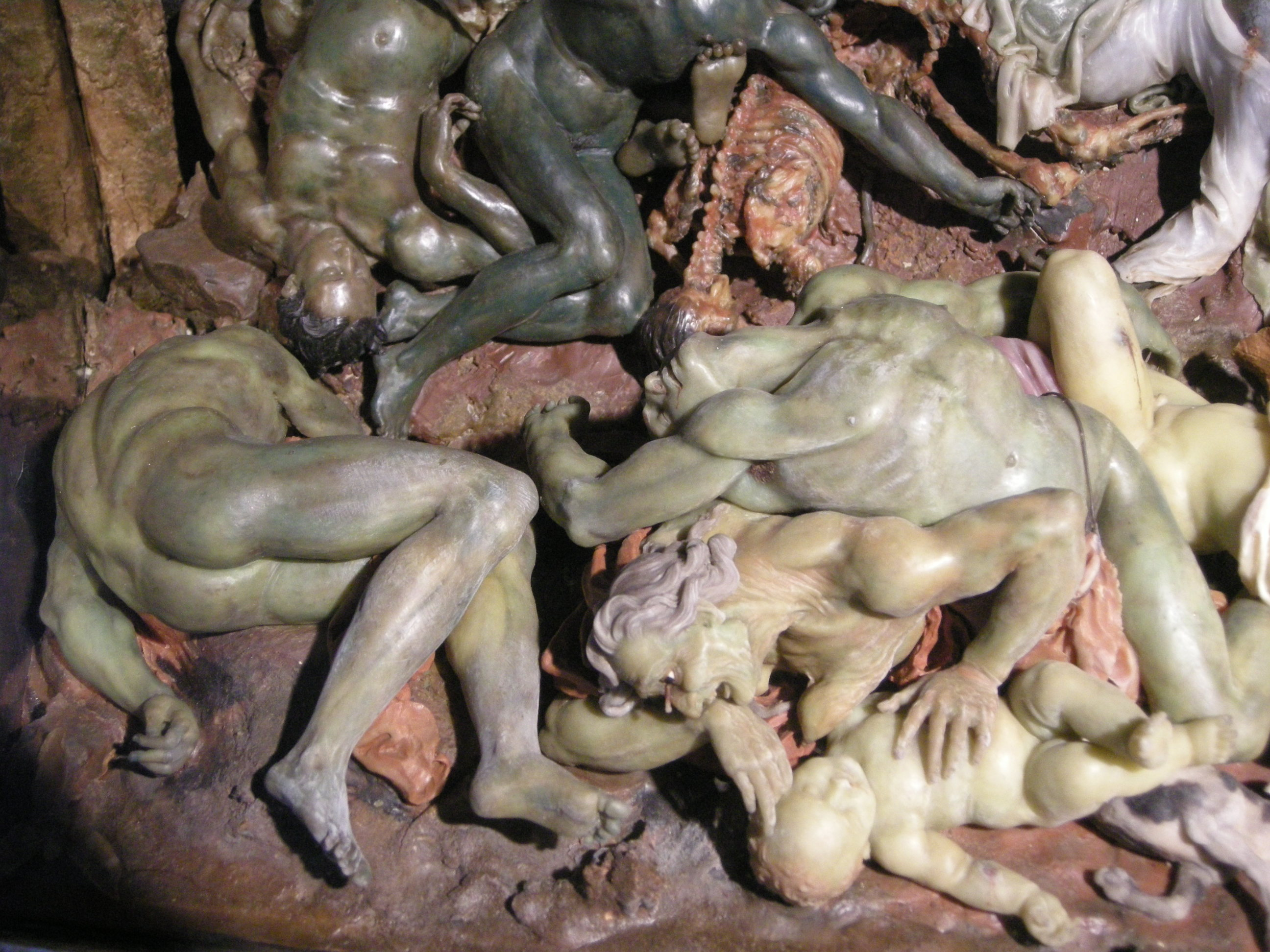
Détail de La Peste, cire, Florence, musée de la Specola.

Gaetano Giulio Zumbo est né dans une famille noble. Dès son enfance il apprend les principes de la sculpture en autodidacte. La vue des monuments de l'Italie et l'étude de l'anatomie, dont il suit des cours à Rome et à Bologne completest sa formation. Il emploie pour ses compositions une cire colorée qu'il prépare.
Il est appelé à Florence par le grand-duc de Toscane pour lequel pl réalise  La Corrusione (La Putréfaction) œuvre composée de cinq figures en cire colorée, qui représentent un moribond, un corps mort, un corps qui commence à se corrompre, un autre à demi corrompu, et enfin un cadavre plein de pourriture et rongé de vers.
Ce travail digne d'être placé dans la galerie des Offices de Florence est conservé au musée de la Specola. Il part à Gênes et, en l'espace de quatre à cinq ans, il y fit deux grandes compositions : la Nativité de Jésus-Christ et la Descente de croix.
S'étant associé à Guillaume Desnoues, chirurgien français, il exécute diverses pièces anatomiques, entre autres le corps d'une femme morte en couches avec son enfant. Des discussions d'intérêt brouillent les deux associés, et Zumbo se rend en France avec ses principaux ouvrages. Après s'être arrêté quelque temps à Marseille, il se rend à Paris. En 1701, il présente à l'Académie des sciences une tête en cire, myologie de la face et du cou, dite Tête de vieillard qui montre les moindres détails, les veines, les artères, les nerfs, les glandes, les muscles avec leur couleur naturelle. Elle est achetée par l'intermédiaire d'Antoine Benoist pour Louis XIV, qui en fait présent à Georges Mareschal, son premier chirurgien. Considérée comme l'acte de naissance de la céroplastie anatomique avec une autre tête antérieure conservée au musée de la Specola de Florence, elle est conservée à Paris au musée de l'Homme.
Le 4 août 1701, Louis XIV accorde à l'artiste sicilien le monopole des préparations anatomiques en cire colorée et l'autorise à donner des cours publics d'anatomie. Le succès fut de très courte durée car le 22 décembre 1701, il succomba à une hémorragie cérébrale.

### Posterité
Ses deux compositions représentant La Nativité et la Descente de croix sont acquises, après sa mort, par Le Hay. On les voit, en 1755, dans le cabinet de Boivin, et Anne Claude de Caylus en parle. La Description qu'en avait faite Roger de Piles, insérée dans le Journal des savants, est réimprimée dans son Cours de peinture par principes.
Après sa rupture avec Zumbo, Desnoues vient à Bologne, où il obtient une chaire d'anatomie et de chirurgie. Instruit de l'accueil que l'artiste sicilien vient de recevoir à Paris, il écrit une Lettre dans laquelle il revendique la gloire d'avoir découvert le secret de préparer en cire colorée les objets d'anatomie, annonçant qu'il se rend en France pour démasquer l'imposteur. Mais un anonyme justifie Zumbo du reproche de plagiat et prouve que c'était Desnoues qui s'est approprié le secret de l'artiste sicilien.